# Terradillos
Terradillos es un municipio y localidad española de la provincia de Salamanca, en la comunidad autónoma de Castilla y León. Se integra dentro de la comarca de la Tierra de Alba. Pertenece al partido judicial de Salamanca y a la Mancomunidad Calvarrasa de Arriba-Terradillos.
Además del propio Terradillos, su municipio está formado por los núcleos de población de La Alcubilla, El Barrero, La Maza, Los Perales, Urbanización el Encinar, Urbanización los Cisnes, Valdescobela, Los Ventorros y Urbanización Alba Nova. Todo el término ocupa una superficie total de 33,11 km² y según el padrón municipal elaborado por el INE en el año 2024, cuenta con una población de 3220 habitantes.

## Geografía

### Hidrografía
El relieve ondulado de Terradillos origina una serie de lomas y vaguadas que constituyen cabeceras de un sistema radial de cauces naturales: la ribera de Algabete discurre hacia el Tormes por Gargabete y Pelabravo. También hacia el norte, cerca de Calvarrasa de Abajo, vierte al regato del cañón y de la Solana; el Valle del Regajo, se extiende en dirección este hacia las Vegas de Machacón, y en dirección oeste se extiende el Regajo, de Robledizas, por Palomares, y el regato del pueblo de Terradillos que desemboca en el Tormes frente a Alba. El nivel comarcal de base, hacia el que discurren las aguas de escorrentía superficial, y las profundas de infiltración, viene definido por el río Tormes, que se encuentra ente las cotas altimétricas de 790 m en Alba de Tormes y 775 m en Santa Marta.

### Clima
El clima equivale a los continentales de la meseta, singularizado en relación con el microclima de la ciudad de Salamanca por alguna protección frente a los vientos dominantes del Sudoeste y por menores nieblas y humedades.

### Suelo
Desde el punto de vista geológico, Terradillos se asienta en dos tipos de terrenos. En la parte norte del término, se encuentra una zona de pizarras, que forma parte del amplio pizarral complejo que se extiende desde el Sur de Salamanca, ocupando la parte centro meridional. Estas pizarras pueden ser atribuidas al Cambriano, tienen un color gris verdoso y su esquistosidad está marcada hacia el noroeste.
Desde el punto de vista edafológico, se puede decir que la mayoría de los suelos de la provincia se han formado sobre materiales graníticos alternando con amplias zonas de pizarras. En la zona de Terradillos domina un suelo con un grado de evolución escasa, pobre en materia orgánica y poco profundo en gran parte de los casos. En ellos se asientan bastantes dehesas y amplias zonas de pastos, pobres en cuanto a especies, ya que el escaso poder de retención de la humedad y la pobreza en elementos nutrientes de los suelos, limita de forma notable el desarrollo de una amplia flora herbácea. Por ello, los rendimientos agrícolas son bajos.
Desde el punto de vista topográfico, la configuración del terreno es algo accidentada. La forma del terreno es alargada en sentido noroeste-sureste. En su vértice noroeste se aproxima a Salamanca en 10 km y por su extremo sureste toca el núcleo urbano de Alba. La presencia del río Tormes en las proximidades del término condiciona muchos aspectos de la ordenación del territorio. El Tormes define una altimetría decreciente desde los vértices de la cadena ondulada de Monterrubio, Cuatro Calzadas y Terradillos, hacia las vegas de Alba y Villagonzalo, al Este, y Calvarrasa de Abajo y Santa Marta, al Norte.

## Naturaleza

### Vegetación
Se pueden diferenciar tres grandes zonas a la hora de hablar de la botánica del término de Terradillos.
Inicialmente, hay que distinguir una zona de bosque de frondosas, en la parte septentrional del término, sobre un suelo pizarroso y de escasa productividad. Están dedicados estos terrenos a aprovechamiento típico de dehesa salmantina, constituyendo un ecosistema de carácter natural, monte bajo de encima, alternado y superpuesto con pequeñas explotaciones de ganado vacuno y ovino, junto con algún cultivo de secano. Este bosque es más frondoso al norte del término y van proliferando los claros a medida que avanzamos hacia el Sur. Por la escasa riqueza del suelo, no se encuentra una vegetación natural excesivamente rica. En esta zona de frondosas, bosque dominado por la encina (Quercus ilex), aparecen pequeñas herbáceas, como la Capsela Bursa pastoris y determinadas variedades del género de los geranios. En un nivel superior, dentro de los matorrales y plantas subarbustivas algo leñosas, florecen algunos géneros de la familia de las ericáceas, también se observan lavandas y del género de las genistas, una especie adaptada a un medio árido, prueba de ello es la transformación de su tallo alado. Por último, se observan diversos géneros de la familia de las compuestas. En cuanto a los líquenes, existen los típicos sobre carrasco; las especies más frecuentes son la Evernia Prunasti y la Usnia barbata.
En segundo lugar, hay que nombrar las zonas de replantación de confieras. Las más importantes de ellas están en el kilómetro 10. Es una reforestación a base de Pinus pinea. Se observa en estos pinares una resistencia del suelo a adaptarse a ellos, siendo frecuentes ver, como, aún en la parte inferior de algunos pinos, surgen, de manera espontánea, los carrascos. En el nivel de matorrales y plantas arbustivas algo leñosas aparece algún género de la familia de las ericáceas y algún género de lavandas. Pero si en algo se destaca esta zona de confieras es en su cantidad y variedad de setas. Seta abundadísima en el pinar es el Boletus edulis, conocido por bolero, el Lactarius deliciosis, también conocido vulgarmente por níscalo; y, aunque en menos abundancia, se encuentran algunos Tricholamas y Amanita muscaria. Al ser el Pinara del Rodero de más edad, se encuentran en mayor cantidad las setas que en la zonas de confieras de replantación próximas a él (Pinar de Alba)
Para finalizar, la parte sur del término es aprovechada para cultivos de secano, y al igual que las anteriores, siguen siendo tierras de poca riqueza. En los prados incultos se distinguen diversos géneros de la familia de las compuestas, de la familia de las papaveráceas; también se observa que florecen los típicos claveles de campo y alguna polígona.
El Camino Natural -Vía Verde- de la Plata fue promovido y es gestionado por los Ayuntamiento de Alba de Tormes, Arapiles, Calvarrasa de Arriba, Carbajosa de la Sagrada y Terradillos por cuyos términos municipales transcurre este tramo de Camino Natural.

## Historia

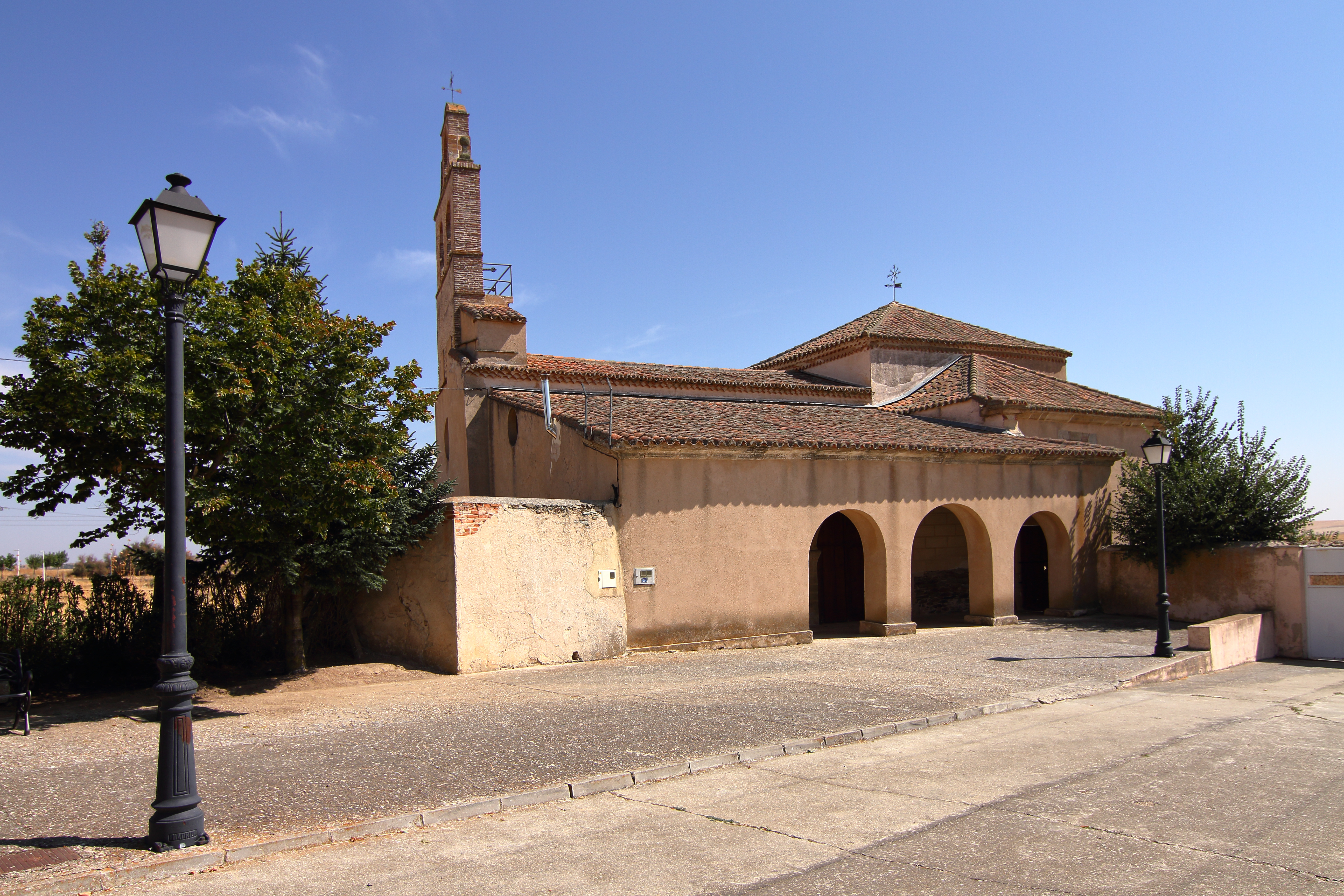
Iglesia parroquial

### Orígenes
Las primeras noticias que aparecen sobre la existencia de población en lo que hoy es el municipio de Terradillos vienen proporcionadas por un dolmen situado a 900 metros al SW del pueblo, en una zona elevada. Se trata del dolmen conocido como las Piedras Hitas, nombre dado por el padre César Morán, ubicado en la partida conocida con el topónimo de La Torrecilla.
No hay noticia de la existencia de poblamiento en época posterior, si bien la existencia de una calzada romana dentro del término municipal, junto a la urbanización El Pinar de Alba (aunque en terreno de Terradillos), hace presumir que el poblamiento se mantuvo a lo largo de esta época. Dicha calzada responde a un ramal de la Vía de la Plata, que unía Salamanca con Alba de Tormes.

### Evolución histórica
El nombre de Terradillos (Terradielos en el siglo XIII) aparece en 1224 en un documento del rey Alfonso IX de León. Es solo a partir del siglo XVI cuando comienzan a aparecer datos de población que nos proporcionan una información directa de Terradillos, empiezan aparecer los primeros censos. La batalla de los Arapiles es el mayor momento histórico. Las tropas francesas se asentaban en las actuales urbanizaciones de El Encinar y Los Cisnes, Calvarrasa de Arriba y El Arapil Grande. Los ingleses se situaban entre Calvarrasa de Abajo y el Arapil Chico. Muy cerca de El Encinar, junto al camino que va de Arapiles a Calvarrasa de Arriba, hay una zona conocida como Cementerio de los franceses, donde presuntamente yacen enterrados los muertos del ejército galo. Por la Constitución de 1812, Terradillos pasa a ser municipio independiente y se elige por primera vez un Ayuntamiento Constitucional. Con la creación de las actuales provincias en 1833, Terradillos quedó encuadrado en la provincia de Salamanca, dentro de la Región Leonesa, formando parte del partido judicial de Alba de Tormes hasta la desaparición de éste y su integración en el de Salamanca.

### SigloXX
Hasta los años 70, Terradillos sufre un declive en su población que hay que achacar a la emigración. En los años 80, la construcción de las urbanizaciones del Encinar y de Los Cisnes provoca un constante aumento de población. Con la democracia se han ido alternando los alcaldes de diferentes partidos políticos, habiendo gobernado el municipio Izquierda Unida en el período 1995-2003 y el PSOE el resto de legislaturas. Las dos últimas legislaturas el municipio ha sido gobernado por el Partido Popular e Izquierda Unida.
Cabe destacar como El Encinar es uno de los núcleos urbanos que mayor población joven alberga en la comunidad de Castilla y León, así como recibe gran número de inmigrantes (años antes del boom migratorio, Terradillos ya albergaba a un porcentaje considerable de extranjeros), habiendo en el municipio alrededor de 20 nacionalidades diferentes. Terradillos, ha sido ejemplo de la integración cultural, habiendo logrado una convivencia pacífica entre todos, participando su población en fiestas y tradiciones de otros pueblos. Por ser un municipio sin problemática con el tema inmigratorio, ha sido reconocido con premios a la integración, significando un referente y un elemento de orgullo para la ciudadanía residente. De hecho, la localidad fue visitada recientemente por el embajador senegalés en nuestro país.
Además goza de un gran movimiento asociativo y cultural, con decenas de ejemplos, desde clubes deportivos ( ciclísmo, Fútbol Atletismo, Karate, Ajedrez, Petanca, Natación...) Culturales ( Agrupación cultural aquí se hace teatro, agrupación de Senegaleses, Grupo Scouts El Encinar... ) o de ocio.
Destacó además en los años 90 por ser ejemplo de arduas reivindicaciones en temas sanitarios ( manifestación en las cortes de Castilla Y león pidiendo el aumento de personal médico ) y educativo, al quedar desbordado el único centro escolar en esa década por la llegada masiva de niños ( En total entre escuelas infantiles, colegio de primaria e IESO, suman más de 600 personas, lo que supone más de la sexta parte de la población total censada). El fruto de tales movimientos resultó provechoso, al lograrse parcial o absolutamente los objetivos.

## Demografía
Terradillos cuenta con una población de 3220 habitantes (INE 2024).
| Gráfica de evolución demográfica de Terradillos entre 1842 y 2021                                                   |
| |
| Población de derecho según los censos de población del INE Población de hecho según los censos de población del INE |

El eje Salamanca-Alba de Tormes, en donde está situado Terradillos, ha tenido desde hace años un atractivo prioritario de expansión de Salamanca, en gran parte por su paisaje y por el hecho de estar aguas arriba del río Tormes.
El hecho es que la incipiente urbanización de este eje de los años setenta se ha visto, sin lugar a dudas, consolidado veinte años después. Este hecho se demuestra por el incremento del aforo de tráfico rodado entre Salamanca y Alba de Tormes que a su vez ha inducido una mejora de la calidad de las comunicaciones.
De esta importancia del eje Salamanca-Alba de Tormes se explica la forma predeterminada de asentamiento poblacional que en bastante medida padecen los municipios que asoman a dicho eje. Así se ha producido una polinuclearización y desarticulación de los desarrollos urbanos que en el caso de Terradillos constituye el rasgo más característico del asentamiento poblacional.
Los núcleos fundamentales consolidados, por orden de importancia poblacional, son, "El Encinar", "Los Cisnes" y el núcleo antiguo de Terradillos. Es sin embargo "El Encinar" el que ha elevado su población de derecho de los 750 habitantes a principios de 1986 a los 3500 habitantes de derecho en 2006. De hecho, en los años 90 se conocía a la Urbanización El Encinar con el sobrenombre de "la cuna de Salamanca" dado el gran número de niños que nacen cada año en el lugar. Por otro lado la población inmigrante también ha contribuido a incrementar su población, encontrándose perfectamente integrada. No obstante la evolución de la población a partir de ahora no puede deducirse de la evolución en estos quince años que, con una simple proyección proporcional, tendría que rondar los 8.000 habitantes sin contar con la nueva urbanización "Alba Nova" cuyo desarrollo pleno elevaría esa cifra a los 10 000 habitantes.

### Núcleos de población

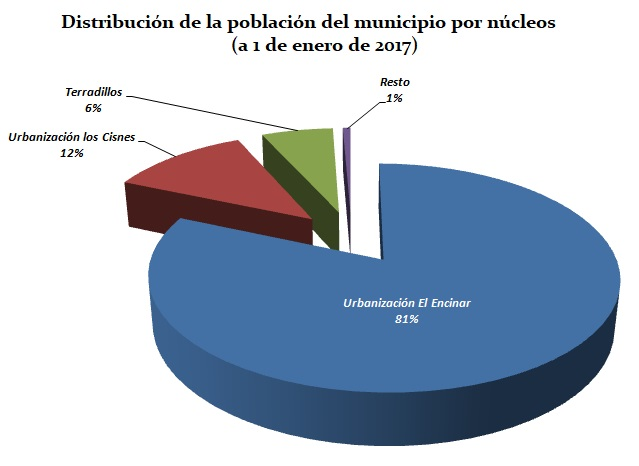
Distribución de la población por núcleos en el municipio de Terradillos, a 1 de enero de 2017

El municipio se divide en varios núcleos de población, que poseían la siguiente población en 2017 según el INE.
| Núcleo de población     | Población |
| ----------------------- | --------- |
| Urbanización El Encinar | 2488      |
| Urbanización los Cisnes | 360       |
| Terradillos             | 185       |
| Los Ventorros           | 8         |
| Valdescobela            | 4         |
| La Alcubilla            | 3         |
| La Maza                 | 3         |
| El Barrero              | 2         |
| Los Perales             | 0         |
| Urbanización Alba Nova  | 0         |

## Economía
El carácter fundamental de ciudad dormitorio de la urbanización El Encinar, núcleo en el que se asienta aproximadamente el 85 % de la población, hace que no haya variado ni cuantitativa ni cualitativamente las bases puramente agrarias originales del territorio. La actividad industrial, aparte de la pequeña y mediana ganadería estabulada del casco antiguo de Terradillos, se limita a pequeñas industrias agroalimentarias de Los Ventorros, pequeño núcleo que pertenece a Terradillos a causa del trazado, casi siempre caprichoso, de los límites municipales. Cabe citar también la antigua Cerámica de la Maza, industria que explota la capa de arcillas sedimentarias que forman el estrato superior de grandes zonas del municipio.
A pesar del predominio del sector primario, hay que constatar un sensible incremento del sector servicios en la urbanización El Encinar, con un peso económico poco significativo pero que, cualitativamente supone una mejora del abastecimiento directo de la población, atenuando su dependencia de la capital de la provincia. Así en este núcleo de población existen tres supermercados, farmacia, siete bares, tres peluquerías, salón recreativo, Video Club, librería, cuatro bazares y kioscos, dos entidades bancarias, una panadería con obrador, una clínica dental y una serie de comercios de diferente tipo, como frutería, carnicería, locutorio, concesionario, etc.
Naturalmente el sector que ha movido más volumen de dinero en los últimos años es la construcción, con inversiones ciertamente importantes para el conjunto del territorio. Este fenómeno todavía seguirá produciéndose durante bastantes años, debido a la gran cantidad de territorio clasificado para su desarrollo urbano.

## Símbolos

Representación heráldica del blasón aprobado

### Escudo
El escudo heráldico que representa al municipio fue aprobado con el siguiente blasón:

«Escudo cortado. Primero, de gules con un yugo de plata, acompañado de dos espigas de oro, una a cada flanco. Segundo, jaquelado de ocho puntos de plata y siete de azur. Al timbre, la Coronal Real Española»

## Administración y política
El Ayuntamiento cuenta con una casa consistorial construida en 1985 en el casco antiguo, reformada y ampliada en el año 1998 con una superficie útil de 290 m². En la urbanización El Encinar, los alumnos de la Casa de Oficios han rehabilitado una antigua casa rural para oficinas administrativas con 110 m² útiles disponibles.
| Periodo   | Nombre                     | Partido | Partido |
| --------- | -------------------------- | ------- | ------- |
| 1979-1983 | Fructuoso Pérez Hernández  |         | PSOE    |
| 1983-1984 | Marcelino Gómez Serrano    |         | PSOE    |
| 1984-1991 | Julio Sánchez Gómez        |         | PSOE    |
| 1991-1992 | Juan José Jimeno Cascon    |         | PSOE    |
| 1992-1995 | Marcelino Gomez Serrano    |         | PSOE    |
| 1995-1999 | Miguel Ángel Jarrín Bosque |         | IU      |
| 1999-2003 | Catalina García Bello      |         | IU      |
| 2003-2011 | Amador Montero González    |         | PSOE    |
| 2011-2015 | Jorge Javier García García |         | PP      |
| 2015-act. | Alejandro Álvarez García   |         | IU      |

| Partido político                         | 2023  | 2023  | 2023       | 2019  | 2019  | 2019       | 2015  | 2015  | 2015       | 2011  | 2011  | 2011       | 2007  | 2007  | 2007       | 2003  | 2003  | 2003       |
| Partido político                         | %     | Votos | Concejales | %     | Votos | Concejales | %     | Votos | Concejales | %     | Votos | Concejales | %     | Votos | Concejales | %     | Votos | Concejales |
| Izquierda Unida (IU)                     | 50,53 | 721   | 6          | 47,08 | 710   | 6          | 34,50 | 482   | 4          | 36,73 | 36    | 1          | 3,10  | 41    | 0          | 12,47 | 182   | 1          |
| Partido Popular (PP)                     | 30,06 | 429   | 3          | 27,45 | 414   | 3          | 28,2  | 394   | 4          | 54,26 | 815   | 7          | 40,05 | 529   | 5          | 30,48 | 495   | 4          |
| Partido Socialista Obrero Español (PSOE) | 18,78 | 268   | 2          | 18,30 | 276   | 2          | 27,56 | 385   | 3          | 41,48 | 623   | 5          | 53,82 | 711   | 6          | 47,53 | 694   | 6          |
| Ciudadanos (CS)                          | —     | —     | —          | 6,03  | 91    | 0          | 7,02  | 98    | 0          | —     | —     | —          | —     | —     | —          | —     | —     | —          |
| Unión del Pueblo Salmantino (UPSa)       | —     | —     | —          | —     | —     | —          | —     | —     | —          | —     | —     | —          | —     | —     | —          | 5,82  | 85    | 0          |

Desde 2023, el consistorio está compuesto por los siguientes partidos políticos:
     IUCyL: 6 concejales      PPCyL: 3 concejales      PSCyL: 2 concejales

## Servicios

### Educación
El Encinar cuenta con un colegio de educación primaria, dos centros de educación infantil y un instituto de educación secundaria. Además, esta urbanización tiene a su disposición una Casa de Oficios, donde se imparten especialidades como albañilería, forja y fontanería-calefacción. El Encinar cuenta con un centro cultural Nelson Mandela donde se imparten diversas actividades, y donde se encuentra ubicada la biblioteca. En Terradillos se ha puesto en marcha después de varios años cerrado el centro cultural.

### Sanidad
Sanitario: existe un local para consultorio en la Casa Consistorial del casco antiguo de Terradillos y un consultorio médico de 158 m² útiles construido por el Ayuntamiento en la urbanización El Encinar en el año 1998.

### Equipamientos culturales
Existe un centro de cultura con biblioteca en el pueblo de Terradillos y un edificio multifuncional en la urbanización El Encinar, provisto de biblioteca, hemeroteca, Ludoteca, centros juveniles y de la tercera edad, talleres, aulas etc., cuya capacidad (574 m²), va resultando insuficiente para la demanda existente. En el edificio del colegio el Ayuntamiento conserva un salón de actos completamente reformado en el año 2000 y un aula equipada para talleres diversos. La urbanización El Encinar cuenta con un campo de fútbol con vestuarios y tres pistas polideportivas, dos de ellas situadas en el colegio. Existe también una piscina municipal recientemente adaptada a la legislación autonómica en la materia. En los bajos del centro cultural, el ayuntamiento construyó y mantiene un gimnasio de 240 m² perfectamente equipado. En la actualidad se construye un pabellón cubierto que ocupará 1655 m² con una pista de 1280 m² útiles. Por su parte Los Cisnes cuenta con abundantes instalaciones deportivas al aire libre, y una piscina cubierta, todas ellas privadas. El núcleo antiguo dispone de un terreno habilitado como campo de fútbol y un frontón descubierto de reciente construcción.

### Autocaravanas
Desde abril de 2011, el Ayuntamiento de Terradillos ha dispuesto un área de acogida para autocaravanas con 10 plazas reservadas en el paseo del Poniente, urbanización El Encinar. Dispone de un área para el tratamiento ecológico de residuos compuesto por sumidero para vaciar el WC y las aguas usadas y una fuente para el suministro de agua.

## Cultura

### Fiestas
El 25 de enero se celebra la festividad de la Conversión de San Pablo.
El 15 de agosto se celebra la festividad de nuestra señora de la Asunción.
El 4 de septiembre se celebra la festividad de la Virgen de la Encina.